# ГЕС Lianghekou
ГЕС Lianghekou (两河口水电站) — гідроелектростанція, що споруджується у центральній частині Китаю в провінції Сичуань. Знаходячись перед ГЕС Цзіньпін I, становитиме верхній ступінь каскаду на річці Ялунцзян, великому лівому допливу Янцзи. В майбутньому між названими станціями збираються звести ще кілька енергогенеруючих об'єктів.
В межах проекту річку перекриють кам'яно-накидною греблею із глиняним ядром висотою 295 метрів та довжиною 650 метрів. Вона утримуватиме велике водосховище з об'ємом 10154 млн м3 (корисний об'єм 6560 млн м3) та нормальним рівнем поверхні на позначці 2865 метрів НРМ.
Біля греблі знаходитиметься підземний машинний зал розмірами 276х29 метрів при висоті 76 метрів. Тут встановлять шість турбін типу Френсіс потужністю по  510 МВт, які використовуватимуть напір у більш ніж дві з половиною сотні метрів (нормальний рівень води у нижньому б'єфі запланований на рівні 2602 метра НРМ) та забезпечуватимуть виробництво 11 млрд кВт-год електроенергії на рік.
Введення гідроагрегатів у експлуатацію заплановане на 2021—2023 роки.